# Conor Gallagher
Conor John Gallagher (* 6. února 2000 Epsom) je anglický profesionální fotbalista, který hraje na pozici středního záložníka za anglický klub Chelsea FC a za anglický národní tým.

## Klubová kariéra

### Chelsea
Gallagher se narodil ve městě Epsom. Poté, co hrál za místní klub Epsom Eagles, se Gallagher připojil k akademii Chelsea ve věku 8 let.
V říjnu 2018 podepsal profesionální smlouvu s Chelsea do roku 2021. V průběhu téhož srdce podstoupil menší operaci srdce. V květnu 2019 byl součástí týmu, který vyhrál Evropskou ligu; i přestože byl nevyužitým náhradníkem získal zlatou medaili, obdržel také ocenění pro nejlepšího hráče akademie Chelsea za sezónu 2018/19.

#### Charlton Athletic (hostování)
V srpnu 2019 podepsal novou tříletou smlouvu s Chelsea a odešel na roční hostování do druholigového Charltonu Athletic. Po svém prvním měsíci v Charltonu, ve kterém vstřelil 3 góly v 6 zápasech, získal ocenění pro nejlepšího mladého hráče měsíce EFL Championship za srpen 2019.
Dne 14. ledna 2020 bylo hostování Gallaghera v Charltonu předčasně ukončeno a hráč se vrátil do svého mateřského klubu.

#### Swansea City (hostování)
Dne 15. ledna 2020, tedy den po návratu z Charltonu, se Gallagher připojil k velšskému klubu Swansea City na hostování do konce sezóny 2019/20. V klubu debutoval o tři dny později; v ligovém zápase proti Wiganu (výhra 2:1) asistoval na srovnávací branku Rhiana Brewstera, který byl v klubu na hostování z Liverpoolu. Sezónu velšský celek zakončil na 7. místě v lize a zajistil si tak účast v postupovém play-off do nejvyšší soutěže. V semifinále je však vyřadil Brentford; Gallagher odehrál oba zápasy.

#### West Brom (hostování)
Dne 17. září 2020 Gallagher podepsal novou pětiletou smlouvu s Chelsea a následně odešel na hostování do prvoligového West Bromwiche Albion na sezónní hostování. Debutoval v 5. ligovém kole, když se objevil v základní sestavě utkání proti Burnley. 28. listopadu 2020 vstřelil Gallagher svůj první gól za Albion, a to při domácí ligové výhře 1:0 nad Sheffieldem United. V následujícím ligovém kole se opět střelecky prosadil, prohře 1:5 proti Crystal Palace však zabránit nedokázal.

#### Crystal Palace (hostování)
V červenci 2021 se Gallagher připojil k anglickému klubu Crystal Palace na roční hostování. Svůj debut si odbyl 21. srpna, když odehrál celé utkání bezbrankové remízy proti Brentfordu. O týden později vstřelil dva góly při remíze 2:2 s West Hamem United, jednalo se o jeho první góly v dresu Orlů.

## Reprezentační kariéra
Gallagher reprezentoval Anglii na úrovních do 17, 18, 19 a 20 let. Byl součástí týmu, který vyhrál Mistrovství světa do 17 let v roce 2017.
Dne 8. října 2019 byl Gallagher poprvé povolán do týmu anglické reprezentace do 21 let a debutoval o tři dny později, když při remíze 2:2 proti Slovinsku v Mariboru vystřídal v 63. minutě Joea Willocka.
Prostřednictvím svých předků má možnost reprezentovat kromě Anglie i Skotsko a Irskou republiku.

## Statistiky

### Klubové
K 11. září 2021
| Klub                      | Sezóna  | Liga           | Liga   | Liga | FA Cup | FA Cup | EFL Cup | EFL Cup | Ostatní | Ostatní | Celkem | Celkem |
| Klub                      | Sezóna  | Liga           | Zápasy | Góly | Zápasy | Góly   | Zápasy  | Góly    | Zápasy  | Góly    | Zápasy | Góly   |
| ------------------------- | ------- | -------------- | ------ | ---- | ------ | ------ | ------- | ------- | ------- | ------- | ------ | ------ |
| Chelsea                   | 2019/20 | Premier League | 0      | 0    | 0      | 0      | 0       | 0       | —       | —       | 0      | 0      |
| Chelsea                   | 2020/21 | Premier League | 0      | 0    | 0      | 0      | 0       | 0       | —       | —       | 0      | 0      |
| Chelsea                   | 2021/22 | Premier League | 0      | 0    | 0      | 0      | 0       | 0       | —       | —       | 0      | 0      |
| Chelsea                   | Celkem  | Celkem         | 0      | 0    | 0      | 0      | 0       | 0       | 0       | 0       | 0      | 0      |
| Charlton Athletic (host.) | 2019/20 | Championship   | 26     | 6    | 0      | 0      | 0       | 0       | —       | —       | 26     | 6      |
| Swansea City (host.)      | 2019/20 | Championship   | 21     | 0    | —      | —      | —       | —       | 0       | 0       | 21     | 0      |
| West Brom (host.)         | 2020/21 | Premier League | 30     | 2    | 1      | 0      | 1       | 0       | —       | —       | 32     | 2      |
| Crystal Palace (host.)    | 2021/22 | Premier League | 3      | 2    | 0      | 0      | 1       | 0       | —       | —       | 4      | 2      |
| Celkem                    | Celkem  | Celkem         | 80     | 10   | 1      | 0      | 2       | 0       | 0       | 0       | 83     | 10     |

## Ocenění

### Klubové

#### Chelsea
- Evropská liga UEFA: 2018/19[4]

### Reprezentační

#### Anglie U17
- Mistrovství Evropy do 17 let: 2017[26]

### Individuální
- Nejlepší hráč akademie Chelsea: 2018/19[27]
- Nejlepší hráč měsíce EFL Championship: Srpen 2019[7][8]